# Honkyoku
Les honkyoku (本曲, « morceaux originaux ») sont des morceaux de musique écrits pour les flûtes japonaises shakuhachi ou hocchiku qui étaient joués par des moines mendiants de la secte Fuke du bouddhisme zen appelés komusō. Les komusō jouaient des honkyoku pour la méditation et pour demander l’aumône dès le XIIIe siècle. La secte Fuke qui initia cette pratique disparut au XIXe siècle, mais un héritage oral et écrit de nombreux honkyoku a été transmis jusqu'à aujourd'hui et cette musique est souvent jouée en concert.
Il y a de nombreux ryū (écoles) de honkyoku, chacune avec son style et ses méthodes d'enseignement.

## Kinko ryū
Au XVIIIe siècle, un komusō appelé Kinko Kurosawa voyagea à travers le Japon pour recueillir ces morceaux. Bien qu'il soit admis généralement que les trente-six morceaux du répertoire Honkyoku Kinko ryū furent recueillis et joués par Kinko Kurosawa, en réalité ces morceaux joués aujourd'hui ont été modifiés et codifiés par des générations ultérieures, comme Miura Kindo et d'autres.
1. Hifumi - Hachigaeshi no Shirabe (Le début)
2. Taki-ochi no Kyoku (Taki-otoshi no kyoku, Chutes d'eau)
3. Akita Sugagaki
4. Koro Sugagaki
5. Kyūshū Reibo
6. Shizu no Kyoku
7. Kyō Reibo
8. Mukaiji Reibo (Quête spirituelle, Mer brumeuse)
9. Kokū Reibo (Quête spirituelle de la vacuité)
10. a) Ikkan-ryū Kokū kaete, b) Banshikichō
11. Shin no Kyorei
12. Kinsan Kyorei
13. Yoshiya Reibo
14. Yūgure no Kyoku (Air du soir)
15. Sakae-jishi
16. Uchikae Kyorei
17. Igusa Reibo
18. Izu Reibo
19. Reibo-nagashi
20. Sōkaku Reibo / Tsuru No Sugomori (Quête spirituelle, Nidification de la grue)
21. Sanya Sugagaki
22. Shimotsuke Kyorei
23. Meguro-jishi
24. Ginryū Kokū
25. Sayama Sugagaki
26. Sagari-ha no Kyoku
27. Namima Reibo
28. Shika no Tône (Appels lointains des cerfs, lien audio ci-dessous à droite)
29. Hōshōsu
30. Akebono no Shirabe
31. Akebono Sugagaki
32. Ashi no Shirabe
33. Kotoji no Kyoku
34. Kinuta Sugomori
35. Tsuki no Kyoku
36. Kotobuki no Shirabe

Au moins trois morceaux supplémentaires ont été ajoutés plus tard au répertoire Kinko ryu :
1. Kumoi Jishi
2. Azuma no Kyoku
3. Sugagaki

## Dokyoku
Fondé par Watazumi Doso Roshi dans les années 1950, le répertoire dokyoku honkyoku est composé de :
1. Daha
2. Dai Otsugaeshi
3. Hon Shirabe
4. Jyakunen
5. Kaze
6. Koden Sugomori
7. Koku (Ciel vide)
8. Motogaeshi
9. Mushirabe
10. Reibo
11. Sagari Ha (Kansai)
12. Sagari Ha (Ōshū)
13. Sagari Nami
14. San'an
15. San'ya
16. Shingetsu
17. Sokkan
18. Tamuke
19. Tsuru no Sugomori
20. Ukigumo
21. Yamagoe (ou Reiho)